# Philip Percival
Philip Hope Percival (1886–1966) fue un conocido cazador profesional y uno de los primeros guías de safaris en la Kenia colonial. Durante su carrera, guio a Theodore Roosevelt, Barón Rothschild y Ernest Hemingway en sus cacerías en África Oriental. Hemingway creó al personaje ficticio "Robert Wilson" en su novela "La vida corta y feliz de Francis Macomber" inspirada en Percival.
Percival también trabajó con cazadores blancos conocidos como Bror von Blixen-Finecke y fue el mentor de reconocidos guías de mediados del siglo XX, como Sydney Downey y Harry Selby.

## Primeros años
Phillip Hope Percival nació en Newcastle upon Tyne, en el Inglaterra, a finales del siglo XIX.  Aún bastante joven, su hermano mayor Blaney (nacido en 1875) se fue al África Oriental y contagió a Philip con los emocionantes relatos de su vida como guardabosques allá. Al cumplir los 21 años, Percival heredó una pequeña suma de dinero que le permitió embarcarse para unirse a su hermano en África, y navegó a Mombasa, instalándose en Limuru, donde cultivó café y trigo y crio avestruces, vacas y caballos.

## Vida Como Cazador
Una vez en África Oriental, Percival empezó a cazar con su hermano, y con Harold y Clifford Hill, quienes se dedicaban también a criar avestruces, para usarlas como cebo para atraer leones y otros animales de caza mayor. Al principio, Percival cazaba leones con los Hill, pero con el tiempo comenzó a liderar sus propios viajes de caza. Inicialmente, cobraba a sus clientes una tarifa de diez libras por semana y veinticinco libras adicionales por león y en esos días guías como Percival solo proporcionaban el carro, los animales de carga y un par de asistentes, dejando que los clientes proporcionaran su propia comida, bebida., carpas y ropa de cama.

### Safari de Theodore Roosevelt
En 1909, el hermano de Philip, Blaney, había logrado conseguir como cliente al entonces coronel Theodore Roosevelt, para un safari en África Oriental, y Philip tuvo la oportunidad de trabajar como asistente de cazador en el viaje. Roosevelt recordaba bien a Percival, escribiendo sobre él:
"En Bondoni estaba Percival, un hombre alto y fuerte, buen jinete y tirador; como tantos otros hombres que conocí, vestía simplemente un casco, una camisa de franela, pantalones cortos, polainas y botas. No olvidaré haberlo visto un día mientras caminaba junto a su yunta de doce bueyes, haciendo restallar su largo látigo, mientras en que en la carreta estaba sentada la bella Sra. Percival con un cachorro y un pequeño cachorro de guepardo, que habíamos encontrado y ella estaba amanzando".
Después del safari de Roosevelt, Percival decidió dedicarse a ser guía de caza a tiempo completo. Uno de sus primero clientes fue el barón Rothschild, pero también realizó safaris para otros miembros de la realeza como el duque y la duquesa de Connaught.

### Empresario
A medida que se fue haciéndose una vida con la caza deportiva, Percival se unió a la compañía de safaris Newland and Tarlton, junto con otros cazadores como Alan Black. Cuando Newland y Tarlton se disolvieron en 1919, y Safariland fue creada de los restos de la otra compañía, él también se quedó en el equipo. Durante este tiempo, fue mentor de una nueva generación de cazadores como Sydney Downey y Harry Selby. Percival también se convirtió en el primer presidente de la Asociación de Cazadores Profesionales de África Oriental, cargo que ocupó durante 15 años. En 1930, antes de ocupar el cargo de presidente de EAPHA, Percival dejó Safariland para formar equipo con Bror von Blixen-Finecke en la empresa conjunta Tanganyika Guides Ltd., de la que era director en Kenia, con Bror al frente de la operación Tanganyika.

### Ernest Hemingway
Durante su asociación con von Blixen, Percival guio a Ernest Hemingway en sus dos safaris en África; el primero en 1934, resultando entre una amistad y llamándolo cariñosamente "Pop", un nombre que usaban el uno para el otro, y también uno de los apodos que Hemingway le dio a Jackson Philips en Las Verdes Colinas de África, un personaje inspirado en Percival. Hemingway también consideró a Percival un gran mentor, y, sobre todo, moldeó al Percival que conocía en el personaje de Robert Wilson, en "La vida corta y feliz de Francis Macomber". Sin embargo, Percival no fue el único modelo para Wilson y, de hecho, los críticos han identificado a Bror von Blixen como otra influencia, especialmente en términos del "cinismo y mujeriego" de Wilson.

## Legado
El legado de Philip Percival, el "Decano de los cazadores", no se limita a la influencia que ejerció en Hemingway. Percival también fue mentor de una nueva generación de cazadores africanos, como Sydney Downey, quien lo llamó "el mejor cazador blanco de todos los tiempos", y Harry Selby, quien captó a una nueva generación de extranjeros a través de los escritos de viajes de Robert Ruark.
Su autobiografía Hunting, Settling & Remembering se publicó en 1997, con un prólogo de su hija menor, Joy.